# Claudio Gómez Perretta
Claudio Gómez Perretta (Segovia, 8- septiembre 1924-Valencia, 6 de septiembre de 2015) fue un ingeniero de caminos, canales y puertos español, una de las referencias imprescindibles de la ingeniería civil española de la segunda mitad del siglo XX.
, 

## Biografía
Algunas de las más importantes intervenciones urbanísticas en la ciudad de Valencia llevan su firma y aportación: la primera, en los años 1960, fue el Plan Sur, junto al arquitecto Fernando Martínez García-Ordóñez y el ingeniero de caminos Salvador Aznar Calabuig. Se trataba de un plan para mejorar y reordenar integralmente la ciudad de Valencia después del destrozo producido por la riada. Un proyecto de gran envergadura que preveía una profunda intervención sobre el transporte urbano, la creación de nuevos accesos, la ordenación global del área metropolitana, el traslado del viejo cauce del río Turia al sur de la ciudad, formando una barrera que impedía el crecimiento de Valencia hacia la huerta, etc. El ingeniero Gómez Perretta puede ser considerado como uno de los creadores de la Valencia moderna. Liberado el viejo cauce del río Turia, este espacio se ha convertido en un parque urbano de más de diez kilómetros de longitud; uno de los espacios verdes más bellos del continente.
A partir de ese momento Gómez Perretta interviene en la mayoría de infraestructuras que afectan a la Comunidad valenciana. Dirige el proyecto de la A-7 desde Tarragona hasta Alicante, diseña el paso de la autovía A-3 por el embalse de Contreras modificando la solución del Ministerio de Fomento que perjudicaba gravemente el paraje de las Hoces del Cabriel, también diseña el paso del AVE por el mismo lugar del embalse, proyecta y construye la llamada pista de Silla o acceso sur, el acceso de Ademuz, etc.
Otra importante intervención, en los años 1990 y junto con su hijo, el arquitecto Julio Gómez-Perretta de Mateo, fue la lucha por la llegada del AVE a Valencia con el trazado por Cuenca. En estos últimos años estaba trabajando, también junto a su hijo, en una tercera intervención, de enorme calado: el Proyecto de Acceso Norte a Valencia. Un proyecto visionario que consiste en la entrada en túnel submarino de la autopista y el ferrocarril hasta el puerto y el sur de la ciudad, cerrando por mar la circunvalación de Valencia. Un proyecto que liberaría de infraestructuras los diez kilómetros de la costa norte de la ciudad que se convertiría en una nueva playa regenerada.